# مارجريتا بينون
مارغريتا بينون غونغورا (ولدت في 11 أكتوبر 1948) هي سياسية كوستاريكية وكانت السيدة الأولى لكوستاريكا من 1986 إلى 1990،بالإضافة إلى كونها مناصرة ومروّجة لقانون المساواة بين الجنسين الذي أقر في عام 1990، ترشحت للترشيح للرئاسة في عام 1993 وعملت في الجمعية التشريعية بين عامي 2002 2005، تمثل كوستاريكا حاليًا في مجلس إدارة بنك أمريكا الوسطى للتكامل الاقتصادي

## الخلفية
ولدت في عائلة تنتمي إلى الطبقة الأرستقراطية الكريولية في كوستاريكا للأبوين  يوجينيو بينون فيرير ومارغريتا جونجورا هيرنانديز درست بينون في المدارس الابتدائية والمتوسطة في كوستاريكا وقالت أنها أكلمت تعليمها في الولايات المتحدة، وتخرجت من مدرسة بيوس الحادي عشر الكاثوليكية الثانوية في ميلووكي ويسكونسن وكلية فاسار بدرجة البكالوريوس في الكيمياء.
تزوجت أوسكار أرياس سانشيز في سان فرانسيسكو دي هيريديا، كوستاريكا في عام 1973 واستمرت آرياس سانشيز في شغل منصب رئيس كوستاريكا لفترتين (1986-1990 و2006-2010) وحصلت على جائزة نوبل للسلام في عام 1987.

## العمل السياسي
كان تركيزها الأساسي بصفتها السيدة الأولى هو تعزيز المساواة بين الجنسين ولعبت دورًا أساسيًا في إقرار قانون 1990 لتعزيز المساواة الاجتماعية للمرأة، والذي أدى إلى تحسين ظروف المرأة في مجالات مثل حقوق الملكية والتوظيف وقانون العنف المنزلي، كما شاركت في أعمال الرعاية الاجتماعية، والحفاظ على التقاليد الوطنية،والأسباب البيئية،وإنشاء الحدائق في المجتمعات الريفية،ومكافحة المخدرات،والوقاية من العنف ضد الأطفال.
شاركت في جهود زوجها لنشر السلام في أمريكا الوسطى ورافقته في العديد من رحلاته الرسمية إلى الخارج,و كانت أول رئيسة لمؤسسة أرياس للسلام والتقدم البشري،التي تأسست بالأموال التي مُنحت لأرياس سانشيز كجزء من جائزة نوبل، عملت مستشارة للأمين العام للأمم المتحدة ولمؤسسات مهمة مختلفة.
في عام 1993 أصبحت أول امرأة في كوستاريكا ترشح للرئاسة كعضو في حزب التحرير الوطني ةفتحت حملتها إمكانيات جديدة للمرأة في الساحة السياسية,و تركت بينون الحزب في عام 2001 للانضمام إلى حزب حركة المواطنين تم انتخابها لعضوية الجمعية التشريعية في عام 2002 وكانت رئيسة لجنة المرأة،وسكرتيرة لجنة الميزانية،وعضوًا في اللجنة الثانية بسلطة تشريعية كاملة وفي اللجنة المشتركة الخاصة بالاتفاق الضريبي
طلقت أرياس سانشيز في عام 2005 واستقالت من الجمعية التشريعية بعد فترة وجيزة من إعلانه عن نيته الترشح للرئاسة مرة ثانية، في انتخابات 2014، قدمت دعمها لمرشح حزب حركة المواطنين، لويس غييرمو سوليس، الذي تم انتخابه لرئاسة الجمهورية وعين سوليس بينون غونغورا ممثلاً لكوستاريكا في بنك أمريكا الوسطى للتكامل الاقتصادي.